# スペイン語会話
スペイン語会話（スペインごかいわ）は、NHK教育テレビジョンで放送されたスペイン語の語学番組である。

## 放送時間
- 2005 - 2007年度
  - 本放送：毎週木曜日 23:30 - 23:55
  - 再放送：毎週火曜日 6:00 - 6:25
- 2003 - 2004年度
  - 本放送：毎週木曜日 23:30 - 0:00
  - 再放送：毎週火曜日 6:00 - 6:30
- 2002年度
  - 本放送：毎週水曜日 6:40 - 7:10
  - 再放送：翌週日曜日 0:25 - 0:55
- 1999 - 2001年度
  - 本放送：毎週水曜日 6:40 - 7:10
  - 再放送：毎週土曜日 0:40 - 1:10
- 1998年度
  - 本放送：毎週水曜日 6:40 - 7:10
  - 再放送：毎週土曜日 0:30 - 1:00
- 1997年度
  - 本放送：毎週水曜日 7:20 - 7:40
  - 再放送：毎週木曜日 23:35 - 23:55
金曜と土曜に前年度の再放送があった
- 1995 - 1996年度
  - 本放送：毎週水曜日 7:20 - 7:40
  - 再放送：毎週木曜日 23:30 - 23:50
金曜と土曜に前年度の再放送があった。
- 1994年度
  - 本放送：毎週水曜日 7:20 - 7:40
  - 再放送：毎週金曜日 18:50 - 19:10
金曜と土曜に前年度の再放送があった。
- 1993年度
  - 本放送：毎週水曜日 7:20 - 7:40
  - 再放送：毎週金曜日 18:50 - 19:10
土曜に前年度の再放送があった。
- 1991 - 1992年度
  - 本放送：毎週水曜日 7:20 - 7:40
  - 再放送：毎週木曜日 22:20 - 22:40
土曜に前年度の再放送があった。
- 1990年度
  - 本放送：毎週水曜日 7:30 - 8:00
  - 再放送：毎週木曜日 22:30 - 23:00
土曜と日曜に1989年度のスペイン語講座の再放送があった。

## 各年度の内容・出演者

### 2007年度
サブタイトルはSabor de España。
スキットが料理コーナーになっている。スペインの料理をアルファベット順に紹介しながら学習していく形式。学習した後に関根は"La sala de Begoña"（ベゴーニャの部屋）でテストを受ける。このコーナーではベゴーニャは悪魔のコスプレをしており、関根が正解を言ったのにあたかも不正解であるかのようなリアクションをしたりといった意地悪な演技をしている。「日本スペイン語化計画」は前年度と全く同じように行われている。
出演
- 講師：粕谷てる子、ミゲル・アンヘル・イバニェス・ムニョス
- 生徒：関根麻里

その他の出演者
- ベゴーニャ・ビジャマリン：確認テスト「ベゴーニャの部屋」、文化コーナーを担当
- ドロンズ石本：「日本スペイン語化計画」のコーナーを担当
- ウリエル・ロドリゲス：「日本スペイン語化計画」のコーナーを担当
- ジン・タイラ (JIN TAIRA)

### 2006年度
これまでは生徒役の出演者は1 - 3人程度が通常であったが、今回は10人という大人数を採用。しかし毎月末に進級テストを行い最下位となった生徒は番組降板となる。その内容は筆記試験だけでなく、面接、文化に関するクイズ、チーム戦など多岐にわたる。NHKとしては画期的な企画ということでスポーツ新聞などでも取り上げられた。ただし、8月の進級試験のみは最下位が同点で決着を付けられず脱落者なしという特例措置がとられた。9月は「進級試験」ではなく「卒業試験」で、これに合格した3人が10月からも出演する。
10月からは4月からの「イチオシ表現」に加えて、「スーパーイチオシ表現」を取り入れ、更に応用的表現を学ぶ。各月最終週には「進級試験」に変わり、3人の生徒による「実践スペイン語」（体験コーナー）が設けられる。毎月最優秀生徒を選び、ポイントをためて3月までに多くのポイントを得た生徒がスペイン語チャンピオン（カンペオーナ）となる。なお1月は民部とユリエが同点優勝だった。
日本スペイン語化計画は街行く人にスペイン語の単語を教えるコーナー。
スキットではスペイン語話者が多く住んでいる「スペイン語大国」としてアメリカ合衆国の日常が紹介されている。
他の外国語講座はイタリア語会話を除いて、基礎部分が前期の再放送なのだが、今回はサバイバル形式ということで前期の内容をそのまま使えないので、イチオシ表現以外はほとんど新作である。またイチオシ表現の再放送でも脱落した生徒を映さないように編集している。ただ脱落したメンバーは後期の文化コーナーでゲスト出演をしていた。
出演
- 講師：福嶌教隆、ベゴーニャ・ビジャマリン
- 生徒
※は途中脱落者と脱落した月、☆は最優秀生徒のポイント
  - 民部良子☆☆（カンペオーナ）
  - 葉山レイコ☆☆
  - ユリエ☆☆
  - 太田在※9
  - 菜葉菜※9
  - 平子悟（エネルギー）※9
  - 森一弥（エネルギー）※7
  - 奥浜レイラ※6
  - AKIRA※5
  - 長谷川恵美※4

その他の出演者
- マルティン・アルバーロ：後半の文化コーナーを担当
- ドロンズ石本：「日本スペイン語化計画」のコーナーを担当
- ウリエル・ロドリゲス：「日本スペイン語化計画」のコーナーを担当

### 2005年度
サブタイトルはRumbo al español。
スキットは「トニの冒険」というタイトルの短編ドラマ仕立てになっている。笑い飯が番組のあらゆる要素に対してボケる点が語学番組としては特徴的である。
途中に笑い飯がその回の重要表現を使った漫才を披露するのが特徴。ただし、漫才自体は日本語ベースで進められる。
笑い飯は2006年に小室哲哉プロデュースで当番組出演のことをネタにしたコミックソング(ガチコラ)「¡Hola! 大岩功先生」という曲を出している。
その他にテレビショッピングを模した単語学習のコーナーがある。
10 - 3月は同年度上半期の再放送。
出演
- 講師：ベゴーニャ・ビジャマリン、大岩功
- 生徒：笑い飯

その他の出演者
- ナタリア・キルクパトリック
- ギジェルモ・キルクパトリック
- エミリオ・ガジェゴ
- リリベス・キロガ
- ジン・タイラ (JIN TAIRA)

### 2004年度
- 講師：大岩功、ベゴーニャ・ビジャマリン
- 生徒役：武田修宏、ステラかなえ
- その他の出演者：エクトル・シエラ、ジン・タイラ (JIN TAIRA)

### 2003年度
- 講師：柳沼孝一郎
- 生徒役：長澤奈央
- パートナー、その他の出演者：ジン・タイラ (JIN TAIRA)、カルラ・カススコルデロ、アルベルト、GOYAZAWA

### 2002年度
- 講師：福嶌教隆、
- パートナー：ジン・タイラ (JIN TAIRA)、SHEILA

### 2001年度
- 講師：福嶌教隆
- パートナー：ジン・タイラ (JIN TAIRA)
- 生徒役：SHEILA

### 2000年度
- 講師：福嶌教隆
- パートナー：アルベルト城間
- パートナー：ジン・タイラ (JIN TAIRA), (MARISOL PINZÓN), (GUADALUPE MENDOZA)

### 1999年度
- 講師：福嶌教隆
- パートナー：ジン・タイラ(JIN TAIRA), (MARISOL PINZÓN), (GUADALUPE MENDOZA)

### 1998年度
- 講師：福嶌教隆
- パートナー：ジン・タイラ(JIN TAIRA)、カレン・トリコ

### 1997年度
- 講師：ルイス・セボジャーダ、カレン・トリコ

### 1996年度
- 講師：稲本健二

### 1995年度
- 講師：柳沼孝一郎
- パートナー：アレックス・F・デ・カストロ

### 1994年度
- 講師：山崎眞次

### 1993年度
- 講師：アレックス・デ・カストロ、ジェシカ・カニ

### 1990 - 1992年度
- 講師：山崎眞次

### 1987 - 1989年度
※1989年以前の番組名は「スペイン語講座」
- 講師：東谷頴人

### 1986年度
- 講師：野谷文昭